# 牛景先
牛景先（？—？），湖廣辰州府沅州（今湖南省芷江侗族自治縣）人，明朝政治人物。

## 生平
牛景先在建文年間任監察御史，朱棣攻破應天府城後，牛景先換裝後乘夜逃跑，死於杭州僧寺。朱棣即位後，下令籍牛景先家，將其妻凌遲。